# Welland, England
Welland (Wenlond ix talet, Weneland xii talet, Wentlande och Wenlond xiii talet) är en by och en parish i Malvern Hills i Storbritannien. Den ligger i grevskapet Worcestershire och riksdelen England, i den södra delen av landet, 160 km väster om huvudstaden London. Orten har 1 181 invånare (2011).